# 鉢形城
鉢形城（はちがたじょう）是位於日本埼玉縣大里郡寄居町的一座日本戰國時代的城堡遺跡。鉢形城是戰國時代東國具代表性的城跡。始建於1476年，於1590年被廢城。鉢形城是日本100名城之一。